# Nasewaupee, Wisconsin
Nasewaupee là một thị trấn thuộc quận Door, tiểu bang Wisconsin, Hoa Kỳ. Năm 2010, dân số của thị trấn này là 2.013 người.